# Темні часи (Коти-вояки)
«Темні часи» (англ. The Darkest Hour) — фентезійний роман, остання шоста книга першого циклу «Пророцтва починаються» серії «Коти-вояки»

## Сюжет
Новий провідник Громового Клану разом із даром дев'яти життів отримує від пращурів-вояків загрозливе застереження: «Лев із тигром зустрінуться в битві, і кров запанує над лісом». Що означають пророчі слова Зореклану? Намагаючись розгадати цю загадку, Вогнезір робить усе можливе, аби захистити Громових котів від жорстокої помсти давнього ворога. Та він навіть і не підозрює, що тепер у його лапах не тільки майбутнє власного Клану, але й усього лісу.

## Критика
У своєму огляді на сайті BookLoons Хіларі Вільямсон назвала книгу на той час кращою в серії, зазначивши, що в ній підкреслюється «важливість причетності і єднання». Рецензент видання Американської бібліотечної асоціації Booklist зазначив, що книга тримає читача в напрузі, а журнал Children's Literature відніс успіх книги на рахунок жвавості дії і кілька незвичайних фентезійних елементів.